# Tanguiéta
Tanguiéta est une commune et une ville du nord-ouest du Bénin, située dans le département de l'Atacora. Outre son cadre naturel, Tanguiéta bénéficie de sa proximité avec le parc national de la Pendjari et constitue aussi une ville-étape pour les voyageurs en provenance ou à destination du Burkina Faso par la route nationale inter-états 3 (RNIE 3).

## Géographie

### Relief et hydrographie
La commune est dotée d'un relief accidenté comprenant à l’ouest la pénéplaine de la Gourma et à l’est la chaîne de l'Atacora avec des altitudes comprises entre 200 et 400 m. 

Organisé autour de la Pendjari et de ses affluents, le réseau hydrographique est dense, avec quelques chutes d'eau spectaculaires, comme celles de Tanguiéta ou de Tanongou.

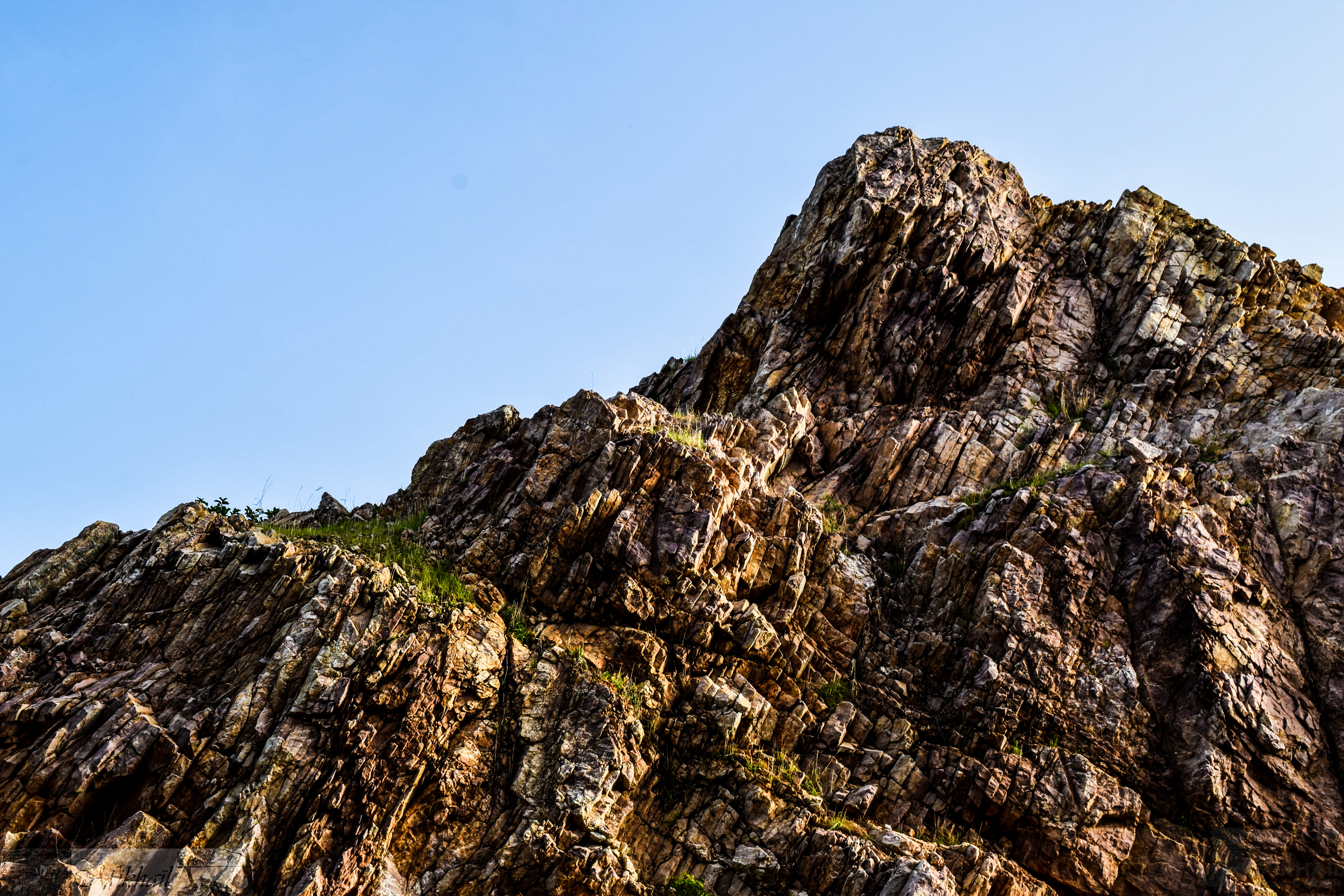
Chaîne de l'Atacora
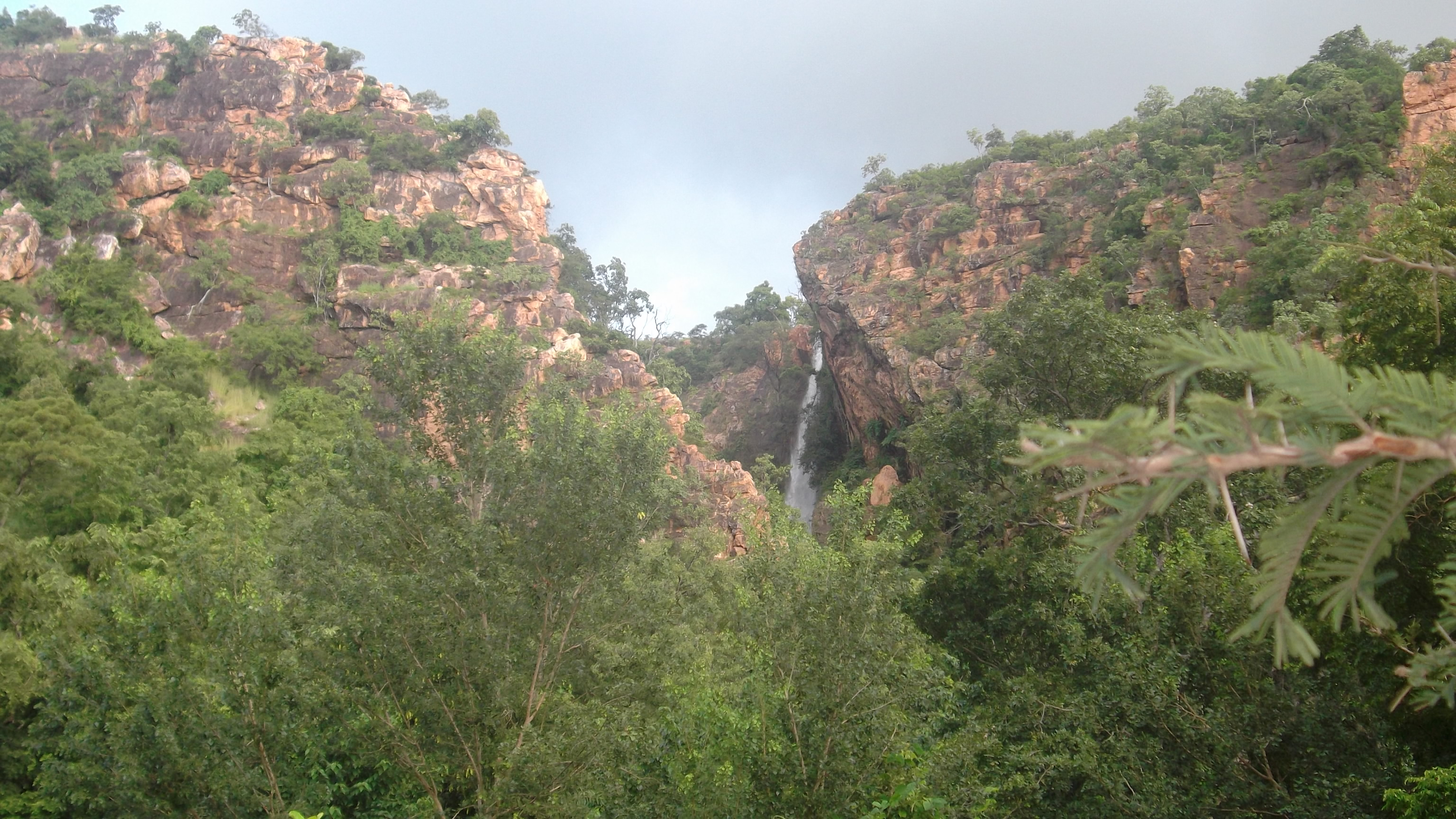
Chute d'eau à Tanguiéta

### Climat
Le climat est de type soudano-sahélien avec une saison pluvieuse qui va de mai à novembre et une saison sèche qui s’étend de novembre à mai. La température est comprise entre 15 °C et 35 °C tout au long de l'année, avec une forte amplitude entre le jour et la nuit pendant l'harmattan (novembre à février). Les précipitations sont comprises entre 800 et 1 100 mm par an, particulièrement abondantes en août et septembre.

### Végétation
Autrefois dense, la végétation a subi une forte pression anthropique (agriculture, feux de brousse, constructions) et a cédé la place à une savane arbustive, herbacée et clairsemée. Les
principales essences forestières sont le manguier, le fromager, le néré, le karité, le baobab et le rônier. 

Spécimens collectés à Tanguiéta.
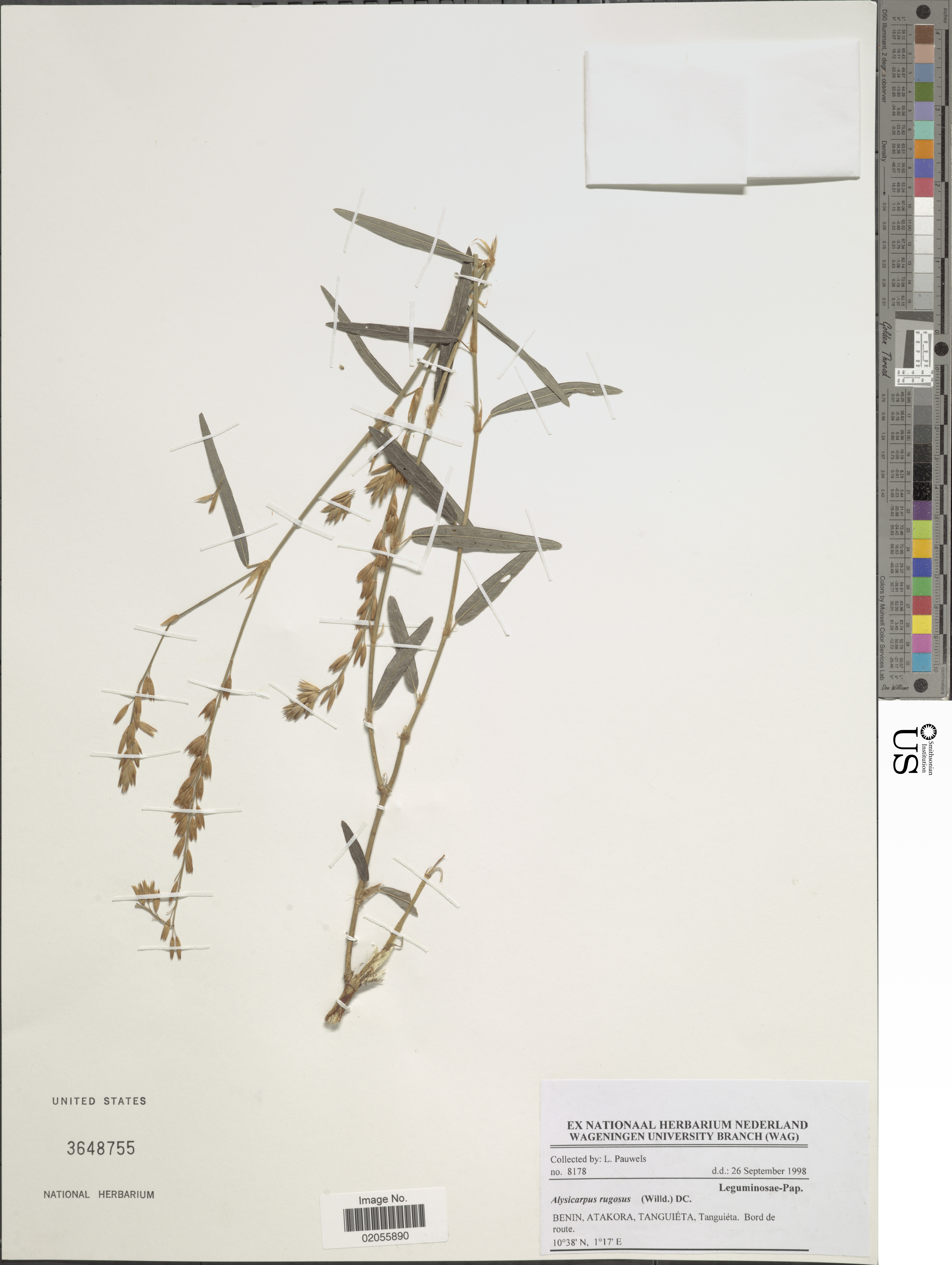
Alysicarpus rugosus.
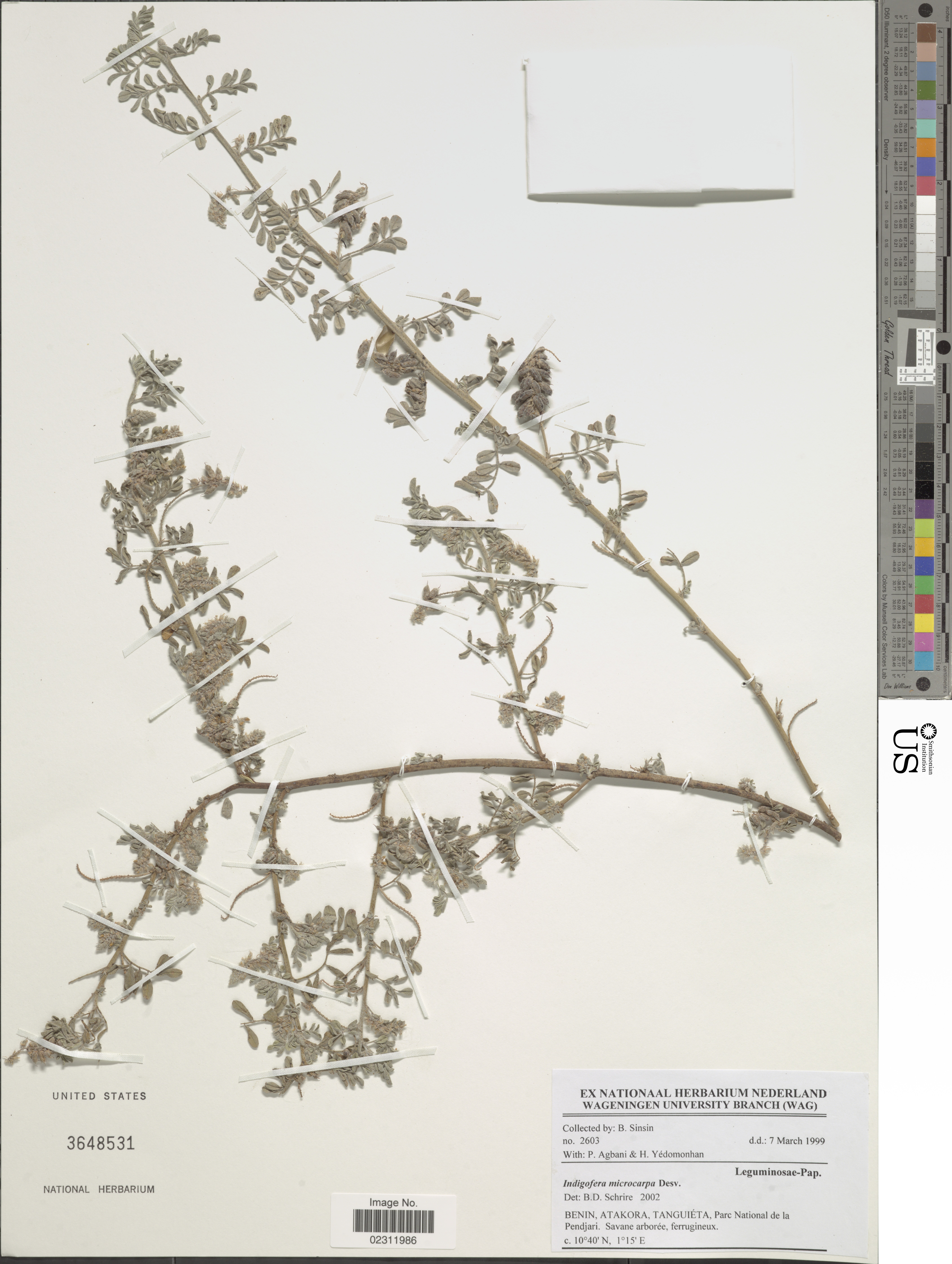
Indigofera microcarpa.

### Population
Lors du recensement de 2013 (RGPH-4), la commune comptait 74 675 habitants, dont 27 094 pour l'arrondissement de Tanguiéta.

## Économie
L'agriculture, l'élevage, la pêche et la chasse sont des activités pratiquées par la population.
L'économie de la ville de Tanguiéta repose sur plusieurs activités à prédominance agricole. Aussi, il s'y vend des objets d'arts. La ville de Tanguiéta dispose d'un marché ci-dessous illustré qui s'anime tous les lundis. Ainsi l'approvisionnement des habitants se fait régulièrement les lundis (jour de marché principal) et les mercredis et vendredis (jours appelés marché Yara, mot signifiant marché moins cher). Aussi la vente d'essence entre griffes "frelatée" est un commerce qui nourrit beaucoup de familles de cette localité. Les agriculteurs des villages environnants approvisionnent le marché en céréales, légumineuses et légumes rachetés par des revendeurs pour un gros profit en saison rude.

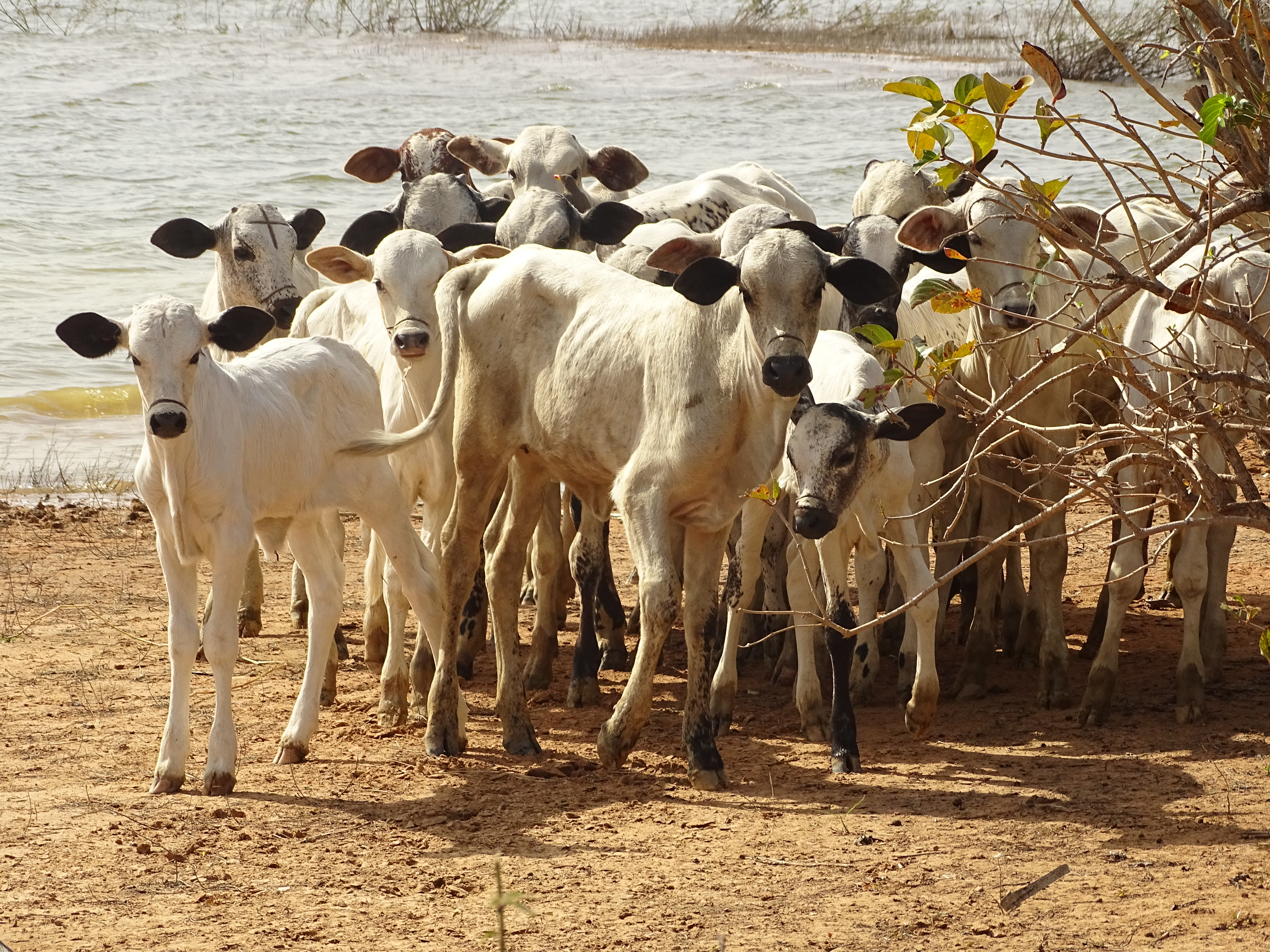
Élevage.
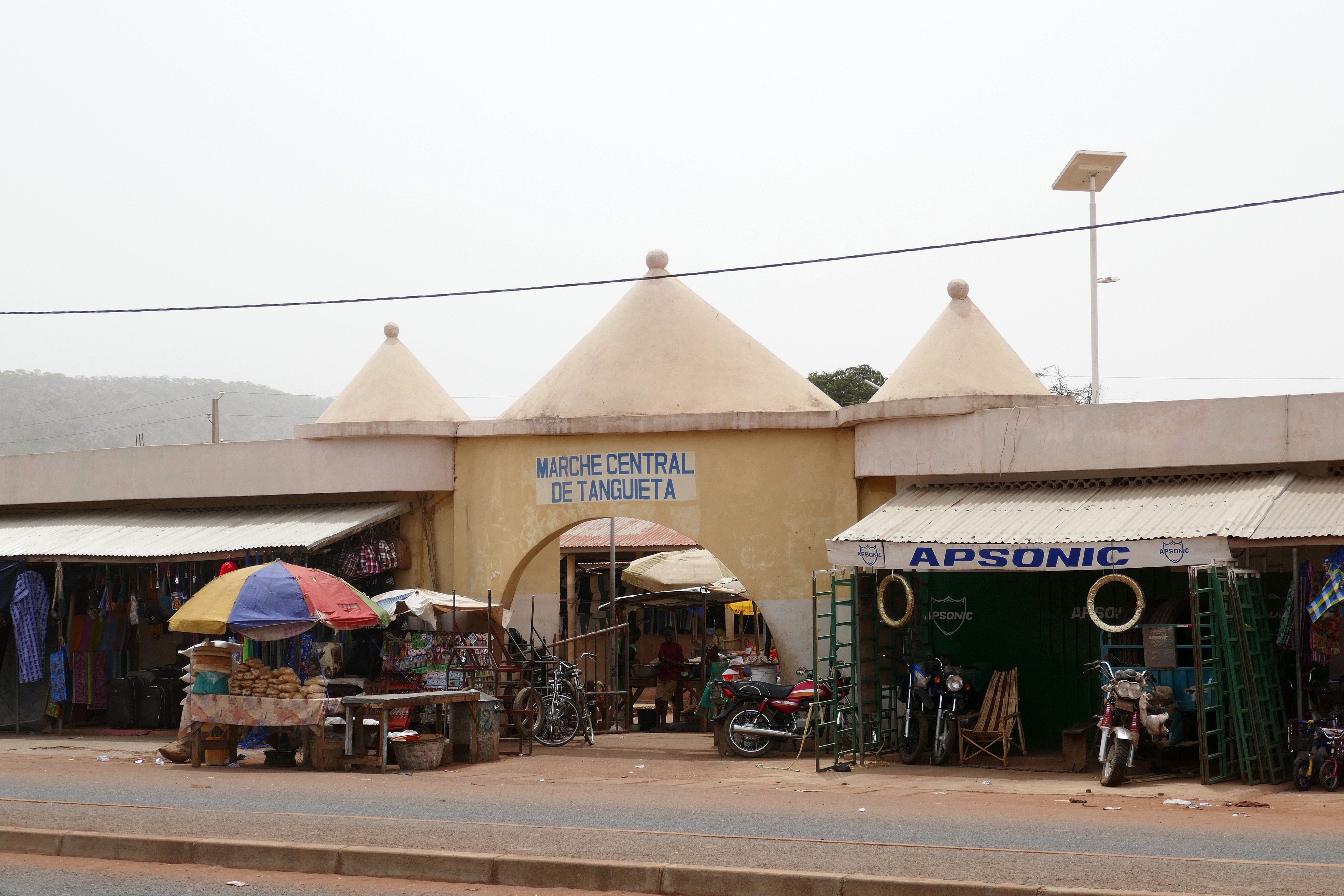
Marché central.
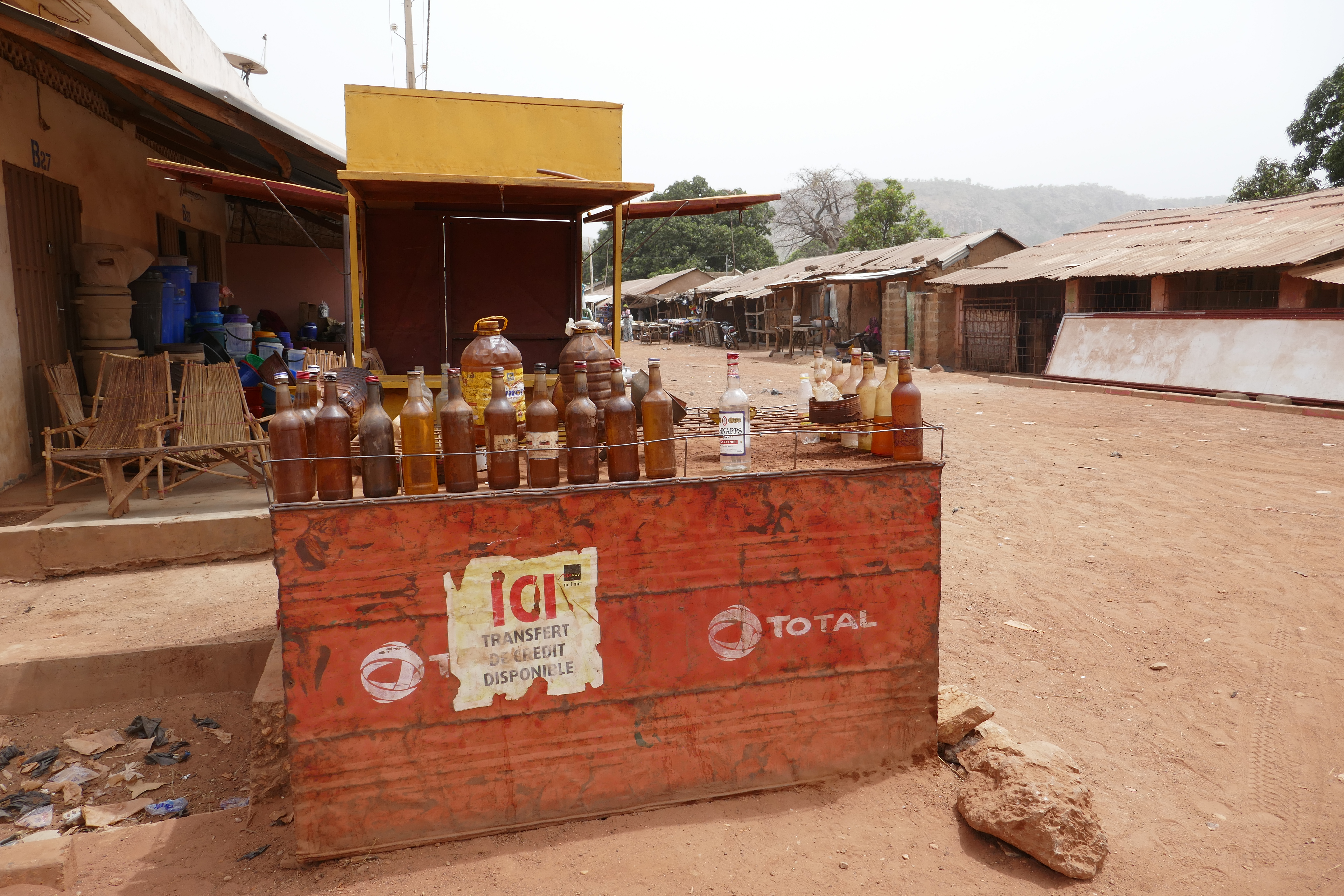
Vente d'essence.
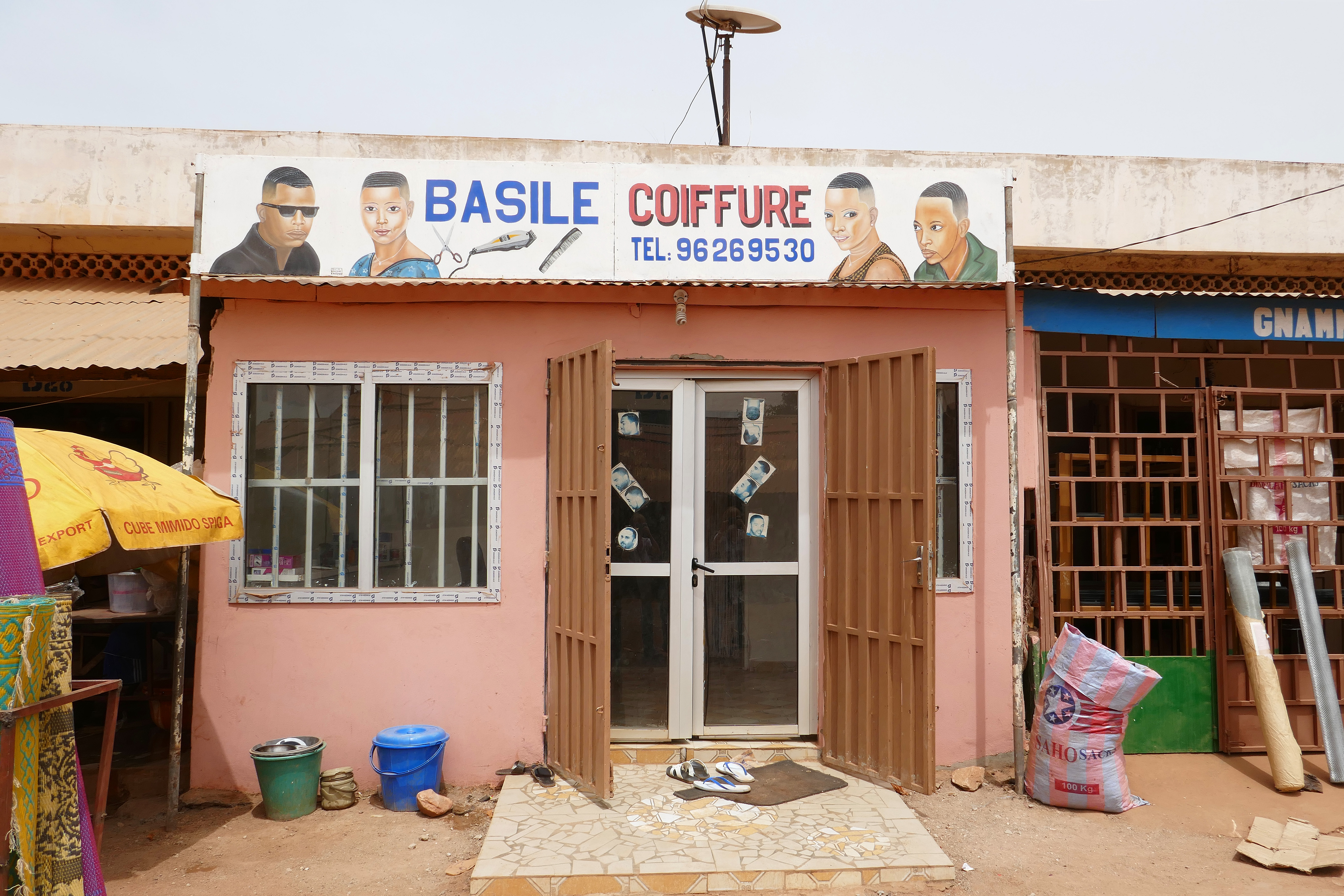
Salon de coiffure.
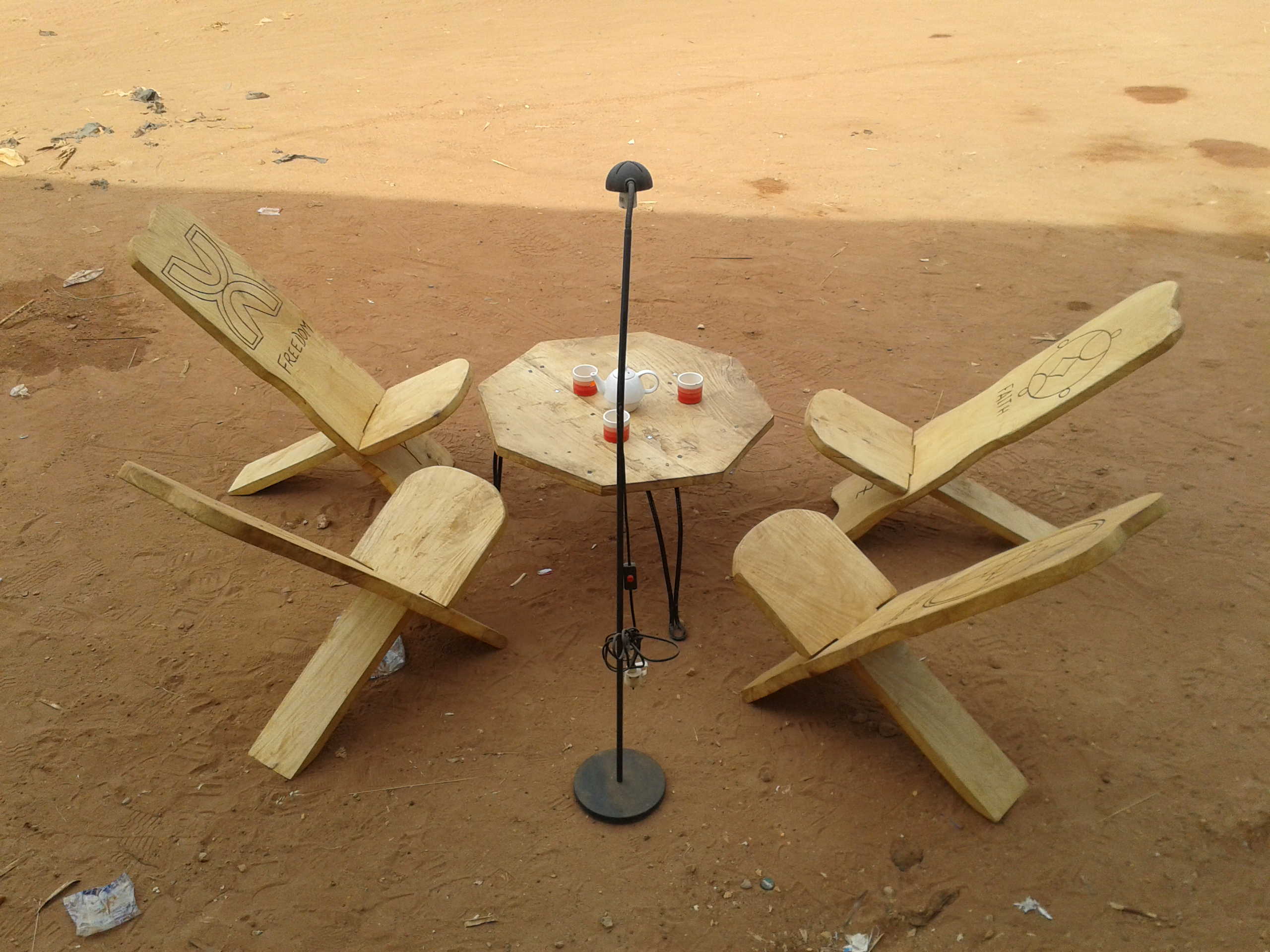
Fabrication de chaises longues en bois.

## Infrastructures

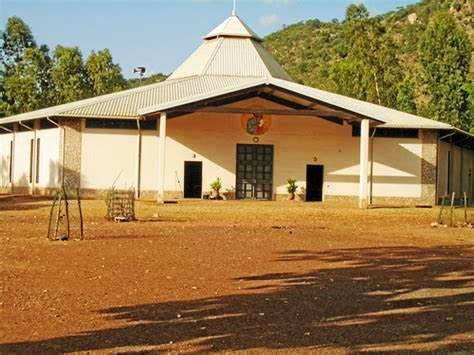
Paroisse Saint-Joseph de Tanguiéta.

Tanguiéta est doté d'un hôpital de zone, l'Hôpital Saint Jean de Dieu, fondé en 1970 et soutenu principalement par l'Ordre hospitalier de Saint-Jean-de-Dieu.

### Filmographie
- Le miracle de Tanguiéta, film réalisé par Grégoire Gosset, Comité français de radio télévision, Paris, la Procure, Chantilly, [distrib.], 2013, 26 min, coll. Le Jour du Seigneur (DVD), vidéo intégrale en ligne